# Джерело Святої Анни (Хмельницький район)

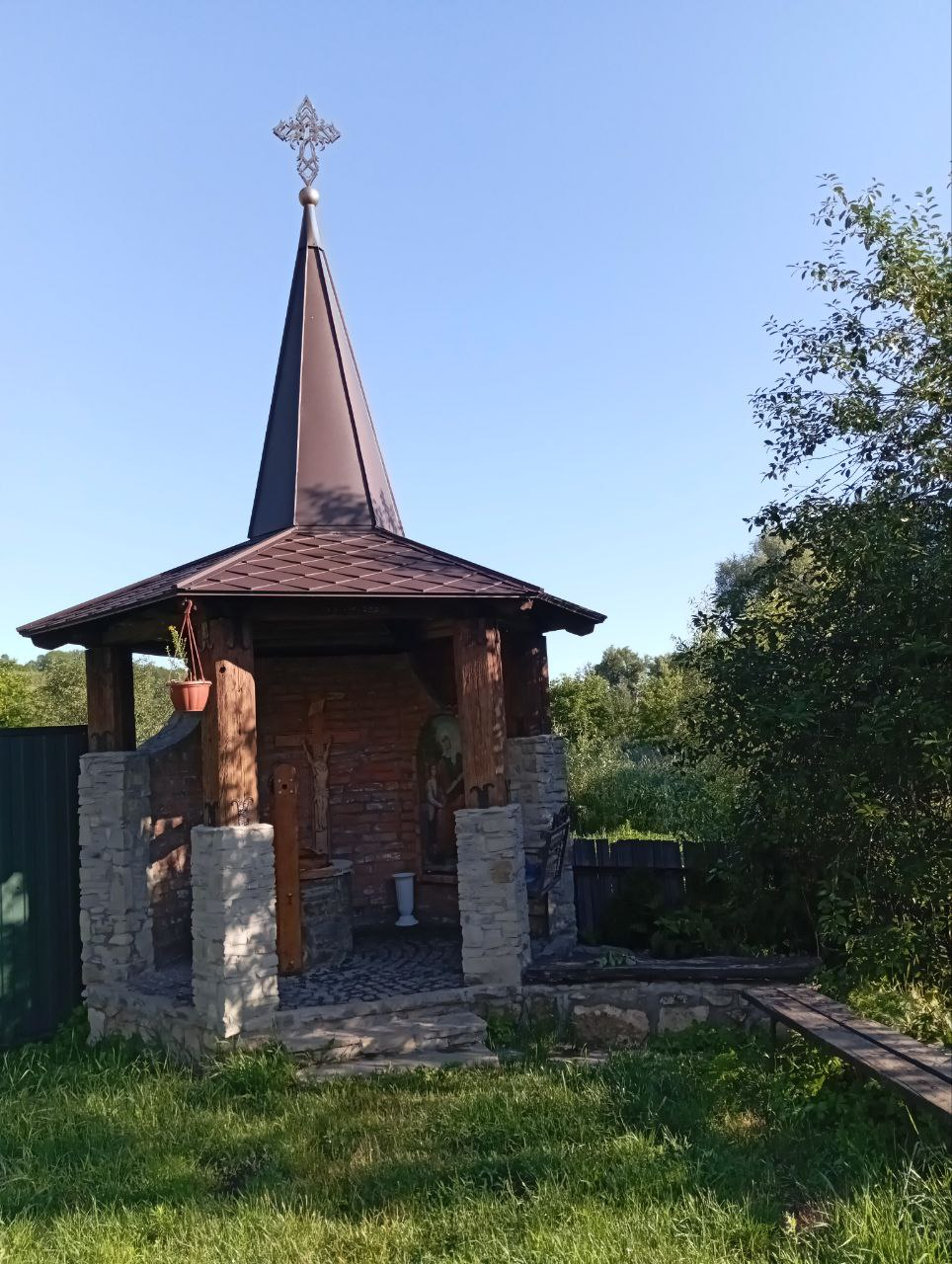
Джерело Святої Анни 23.07.2025

Джерело Святої Анни — освячене джерело, розташоване в місті Городок Хмельницької області, у мікрорайоні Щидлівщина. За народним переказом, вода з джерела має цілющі властивості, зокрема допомагає при різних захворюваннях, особливо — при погіршенні зору.

## Історія
```
Місце, де б'є джерело, здавна вважалося святим. Люди брали звідси воду протягом багатьох століть, вважаючи її цілющою. Проте тривалий час джерело залишалося занедбаним. Із 2019 по 2021 рік місцеві мешканці взялися за його облаштування. Більшість робіт виконували на благодійній основі. Фінансову підтримку надали жителі громади, у тому числі ті, хто нині проживає за кордоном, зокрема в Польщі, а також місцеві підприємці та меценати
[
2
]
.
```

## Освячення
```
6 липня
 
2021
 року джерело було урочисто освячене з нагоди свята 
Святої Анни (Матері Пресвятої Богородиці)
. Чин освячення звершив 
Леон Дубравський
, єпископ 
Кам’янець-Подільської дієцезії Римо-католицької церкви
[
3
]
.
```

У співслужінні з ним участь взяли:
о. Віктор Лутковський — настоятель храму Святого Станіслава;
о. Андрій Сідлецький;
о. Павло Глінських — настоятель храму Святої Людмили княгині Чеської;
о. Зіновій Маланюк — настоятель храму Святого Юрія;
о. Дмитро Федлюк — нещодавно висвячений священник.
Освячення мало екуменічний характер: у події взяли участь представники різних конфесій та національностей, що засвідчило духовну єдність громади.

## Галерея
```

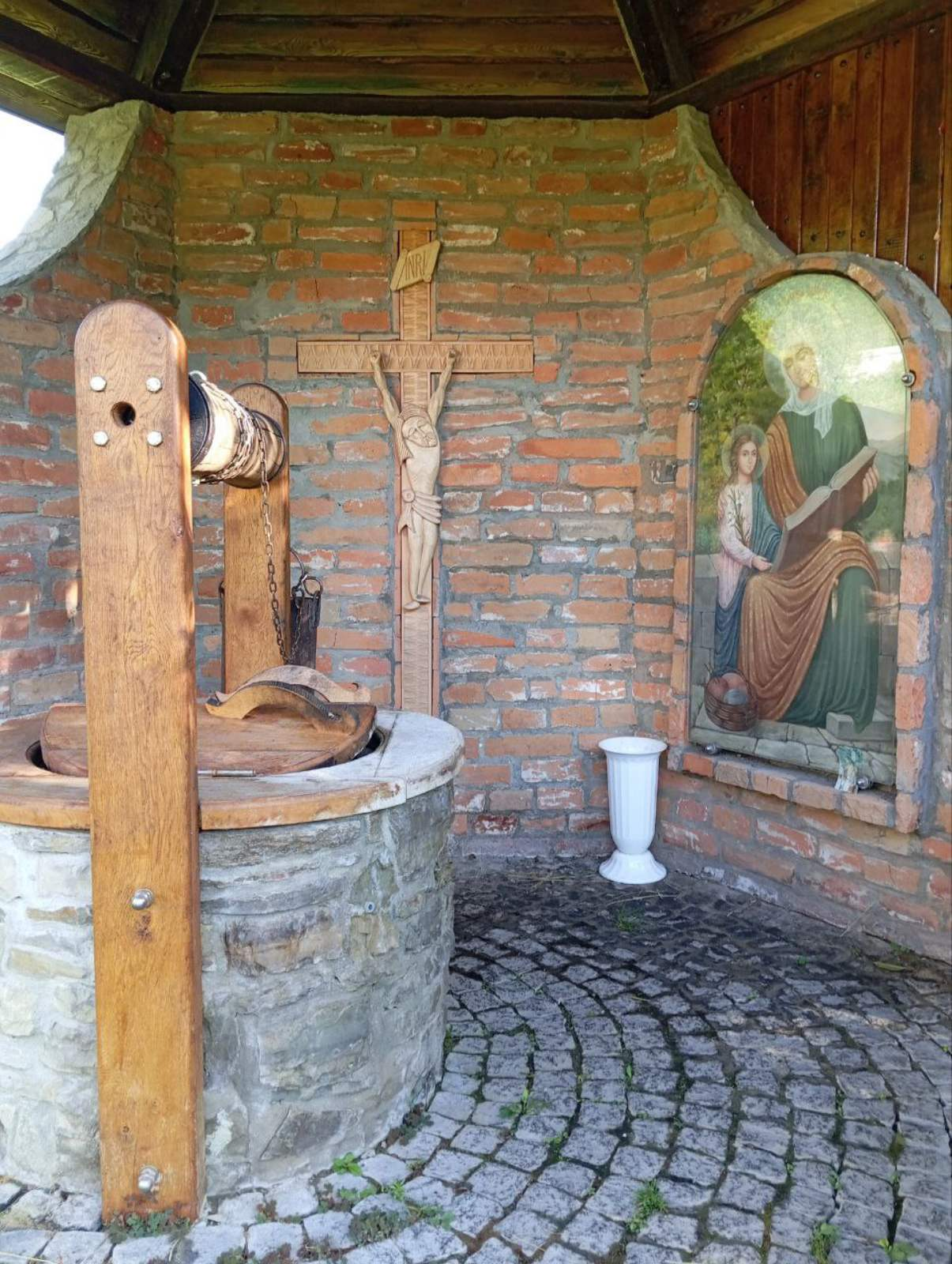
Джерело Святої Анни 22.07.2025

(Тут можна додати зображення джерела, якщо вони доступні і мають вільну ліцензію для Вікіпедії, наприклад, через 
Вікісховище
) .
```